# Giuseppina Negrelli
Giuseppina Negrelli, getauft als Gioseffa Franca Elisabetta Giovanna, (* 27. Mai 1790 in Fiera di Primiero; † 18. Dezember 1842 in Mezzano) beteiligte sich am bewaffneten Tiroler Volksaufstand von 1809 und gilt als Tiroler Patriotin.

## Leben
Die schriftlichen Aufzeichnungen, die über Giuseppina Negrelli überliefert sind, stammen aus der Hand ihres Vaters, Angelo Michele Negrelli, der zwischen 1844 und 1851 eine umfangreiche Autobiografie verfasste. Ihr Vater arbeitete für einen der wichtigsten Holzhändler im Primör, bevor er sich 1796 selbstständig machte. Relativ wohlhabend reiste er aufgrund seiner Tätigkeit viel herum und nahm am gesellschaftlichen Leben teil. Obwohl er keine regelmäßige Schulausbildung genossen hatte, las er viel und verfasste eigene Schriften, zum Teil mit politischen Hintergrund, in denen er sich kritisch gegenüber den Veränderungen seiner Zeit, versinnbildlicht durch die Französische Revolution, äußerte.
Giuseppina Negrelli kam am 27. Mai 1790 in Fiera di Primiero als zweite Tochter von Angelo Michele Negrelli und Elisabetta Württemberg zur Welt. Insgesamt gingen aus der Ehe elf Kinder hervor, wovon zehn das Kindesalter überlebten. Ihr jüngerer Bruder Alois Negrelli von Moldelbe (1799–1858) wurde ein bedeutender k.u.k. Eisenbahningenieur und in späteren Jahren durch den Bau des Suezkanals weltberühmt.
Giuseppina, die auch Bepi genannt wurde, stand ihrem Vater sehr nahe. Vermutlich kannte sie die vom Vater verfassten Schriften, zumindest war ihr dessen Abneigung gegen die Franzosen bekannt. In ihrer Jugendzeit schickte sie ihr Vater für ein Jahr zu ihrer älteren Schwester nach Venedig und 1801 für zwei Jahre ins Kloster nach Bassano. Laut ihrem Vater zeigte sie dabei keine Berufung für das Klosterleben.
Als 1809 der Volksaufstand gegen die bayerisch-französische Besetzung Tirols ausbrach, zu dem das Primiero seit dem 14. Jahrhundert gehörte und das seit 1401 als habsburgisches Lehen den Grafen von Welsperg anvertraut war, ermutigte sie ihr Patenonkel Graf Giuseppe von Welsperg, an der Verteidigung ihres Tales teilzunehmen. Ihr Vater, der von dem Ansinnen zwar nicht begeistert war, konnte sich dem Wunsch des Grafen nicht entziehen und stimmte dem Vorhaben zu, auch weil seiner Tochter zwei Vertraute zur Seite gestellt wurden und er sie in guten Händen wusste.
In Uniform und mit gekürzten Haaren trat sie als Giuseppe in die Territorialmiliz ein und wurde an die Grenze zu Venetien abgestellt, an der man einen Vorstoß der bayerisch-französischen Truppen befürchtete. Letztere planten allerdings nie ernsthaft, in das Tal vorzustoßen und beschränkten sich auf eine nur zaghaft betriebene Aufklärung des Gebietes. Bei einem dieser Unternehmen, wurde ein als Zivilist verkleideter französischer Hauptmann beim Versuch die Grenze zu überschreiten aufgehalten und von Giuseppina zurückgewiesen. Laut den Aufzeichnungen ihres Vaters trug dieses Ereignis wesentlich dazu bei, dass sich die Nachricht verbreitete eine junge Frau aus Primiero stehe an der Spitze einer Kompanie von Freiwilligen, die die Grenze zu Feltre absicherten.
Vermutlich war Giuseppina an Überfällen der Kompanie in Venetien beteiligt, zumindest lassen die Aufzeichnungen ihres Vaters diesen Schluss zu. Auch hielt sich in Venetien das Gerücht, dass bei diesen Einfällen dieser als Briganten bezeichneten Einheiten auch Frauen beteiligt gewesen seien.
Mit dem am 14. Oktober 1809 abgeschlossenen Friedensvertrag von Schönbrunn zwischen Napoleon Bonaparte und Franz I. von Österreich und dem Verzicht des Habsburgers auf Tirol endeten im Primiero sämtliche Kampfhandlungen und damit auch die militärische Karriere von Giuseppina Negrelli. Nach 1809 half sie ihrem Vater bei seinen Geschäften und begleitete ihn auf Geschäftsreisen. Nach dem Ende der bayrisch-französischen Herrschaft in Tirol wurde Giuseppina Negrelli im November 1814 in Innsbruck mit zwei Goldenen Tapferkeitsmedaillen ausgezeichnet. Damit verabschiedete sich Giuseppina von der öffentlichen Bühne.
Im April 1816 heiratete sie den Kaufmann Antonio Luigi Zorzi aus Mezzano, gegen den Willen des Vaters, wie dieser in seiner Autobiographie vermerkte. Aus der Ehe gingen eine Tochter und sieben Söhne hervor. Laut den Erinnerungen ihres Vaters wurde sie in ihrer Rolle als Mutter und Ehefrau nicht glücklich. Am 18. Dezember 1842 verstarb Giuseppina Negrelli zehn Monate nach ihrem Mann und nach langer schwerer Krankheit. Sie wurde auf dem Friedhof von Mezzano beigesetzt. In ihrem Nekrolog ging man in keiner Weise auf die Ereignisse von 1809 ein.

## Rezeption

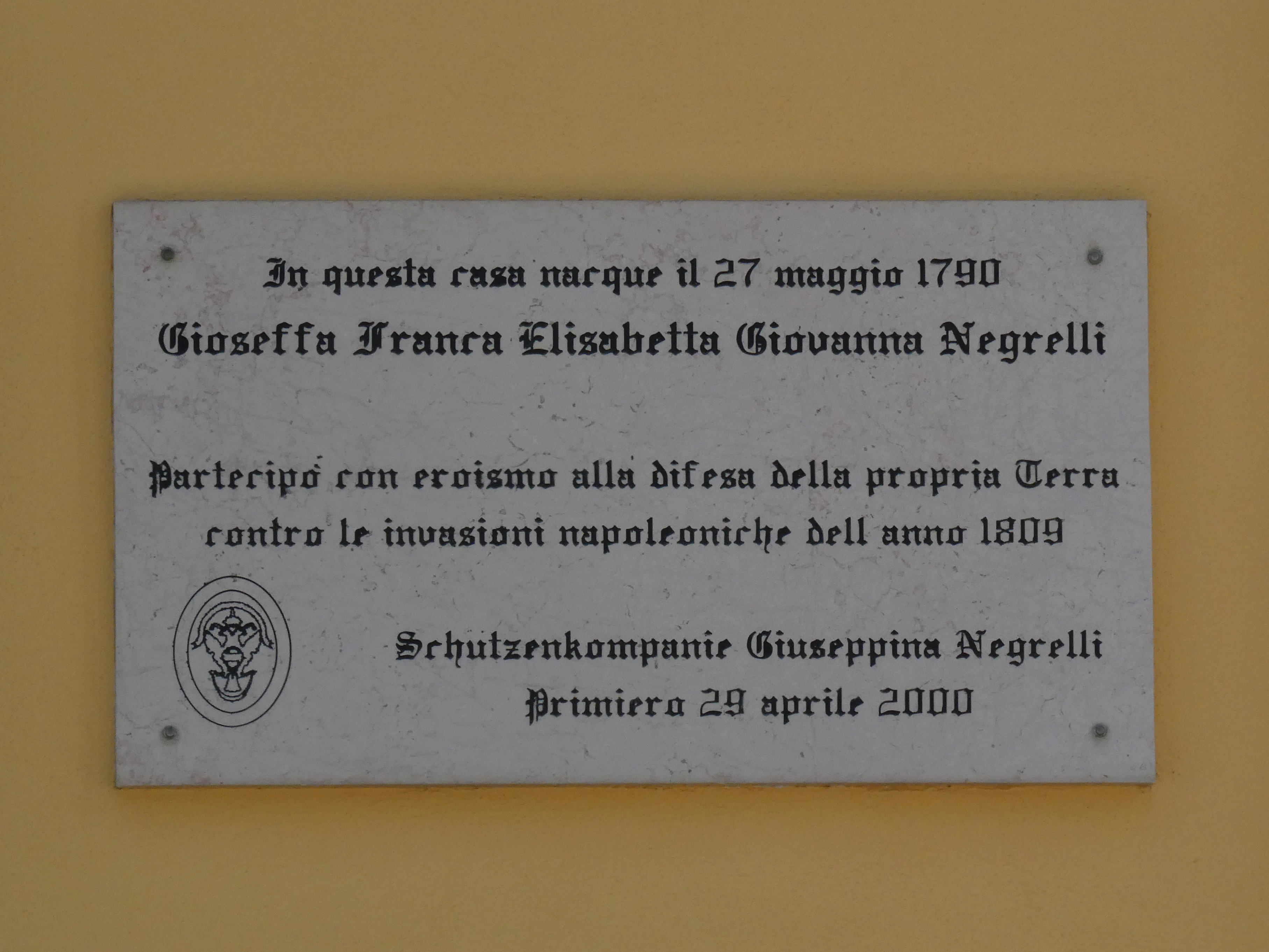
Gedenktafel an ihrem Geburtshaus

Um die Figur von Giuseppina Negrelli und ihrer Rolle im Jahr 1809 bildeten sich im Laufe der Zeit viele Stereotype heraus. Sie wurde als wehrhafte Verteidigerin dargestellt, die als junges Mädchen ihre Heimat Tirol ohne zu zögern, in der Art einer italienischsprachigen Katharina Lanz, verteidigte. Im Gegensatz zur sogenannten Heldin von Spinges trug sie allerdings keine Frauenkleider, sondern Uniform und fiel durch ihre eher männliche Haltung auf.
In ihrem Verständnis von Heimat stand der lokale Bezug zu ihrem Tal, dem Primör, und ihrem Dorf im Vordergrund. Ein Bezug auf die geografische und historische Region Tirol war, wenn überhaupt, nur zweitrangig vorhanden. Weitaus lebendiger war die dynastische Treue zur Habsburgermonarchie.
Im Jahr 2000 wurde die Schützenkompanie Primör nach Giuseppina Negrelli benannt, womit sie wieder in das Licht der Öffentlichkeit als vermeintliche Welschtiroler Patriotin gerückt wurde. Verschiedene in der Folgezeit aufgestellte Gedenktafeln im Primör erinnern an Giuseppina Negrelli.